# Дейв Ґроссман
Девід Аллен Ґроссман (23 серпня 1956, Франкфурт-на-Майні, Німеччина) — американський письменник і викладач, який проводить семінари з психології смертоносної сили. Підполковник армії Сполучених Штатів у відставці.

## Біографічні відомості
Ґроссман народився у м. Франкфурт-на-Майні, ФРН, 23 серпня 1956 року. Його кар'єра включає службу в армії США. До 1998 року Ґроссман був викладачем військової психології та офіцером у Військовій академії США Вест-Пойнт.

## Післявійськова кар'єра
Після відставки з армії Ґроссман заснував Killology Research Group для проведення семінарів про фізіологічні та психологічні наслідки застосування смертоносної сили для офіцерів правоохоронних органів і солдатів.
Став відомим як письменник у 1995 році завдяки своїй книзі «Вбивство: Психологічна ціна вбивства на війні й у мирний час». Згідно із заявами самого Ґроссмана, вона є обов'язковою для читання під час навчання ФБР і в багатьох поліцейських школах.
Ґроссман вигадав для своєї методики термін «Killology» («Вбивствологія»). Під цим він має на увазі наукове дослідження реакції психічно здорових людей на застосування смертоносної сили, а також дослідження факторів, які перешкоджають або сприяють застосуванню такої сили.
Ґроссман подорожує по Сполучених Штатах, виступаючи перед солдатами, цивільними і поліцейськими. Загалом через його курси підготовки пройшли, ймовірно, до десяти тисяч поліцейських у США.
Ґроссман також виступає на цивільних заходах щодо способів зменшення насильства в суспільстві та боротьби з наслідками насильницьких подій, таких як напади на школи. Як цивільна особа, Гроссман був свідком-експертом у численних державних і федеральних судових справах і був частиною обвинувачення у справі Сполучені Штати проти Тімоті Маквея.
Killology Research Group є частиною Warrior Science Group — приватної компанії, яка навчає та консультує служби безпеки.
У 2022 році Killology Research Group було перейменовано та ребрендовано на Grossman On Truth.

## Критика
Професор кримінального правосуддя Університету Небраски Семюель Вокер схарактеризував навчання Гроссмана як «добре для зелених беретів, але неприйнятне для поліції. Найкращі керівники поліції в країні не хочуть мати з цим нічого спільного».
Критики звинувачують Ґроссмана в тому, що його тези не є науково підтвердженими і що він подає факти в недиференційованій та неприпустимій формі узагальнення.
У 2019 році мер Міннеаполіса Джейкоб Фрей заборонив те, що він назвав «тренуванням, заснованим на страху» — означення, яке включало семінари Ґроссмана. Згодом у 2020 році було прийнято закон про аналогічну заборону в штаті Міннесота.

## Творчість

### Книги
- On Killing: The Psychological Cost of Learning to Kill in War and Society by Lt. Col. Dave Grossman (1995) (ISBN 0-316-33000-0)
- Stop Teaching Our Kids to Kill: A Call to Action Against TV, Movie and Video Game Violence (1999) (ISBN 978-0609606131)
- On Combat: The Psychology and Physiology of Deadly Conflict in War and in Peace by Dave Grossman and Loren W. Christensen (2004) (ISBN 0-9649205-1-4)
- Warrior Mindset: Mental Toughness Skills for a Nation's Peacekeepers by Dr. Michael Asked, Loren W. Christensen, Dave Grossman (2010) (ISBN 978-0964920552)
- Assassination Generation: Video Games, Aggression, and the Psychology of Killing by Lt. Col. Dave Grossman, (2016) (ISBN 978-0-316-26593-5)
- Bulletproof Marriage: A 90-Day Devotional by Adam Davis and Lt. Col. Dave Grossman (2019) (ISBN 978-1424557592)
- On Spiritual Combat: 30 Missions for Victorious Warfare by Adam Davis and Lt. Col. Dave Grossman (2020) (ISBN 978-1424560073)
- Prayers & Promises for First Responders by Adam Davis and Lt. Col. Dave Grossman (2021) (ISBN 978-1424562787)
- The War with Earth (2003) (ISBN 0-7434-9877-1) (з Leo Frankowski). Друга книга серії, починаючи з «Хлопчика і його танка» Франковського.
- The Two-Space War (2004) (ISBN 1-4165-0928-3) (з Leo Frankowski). Нова серія.
- Kren of the Mitchegai (2005) (ISBN 1-4165-0902-X) (з Leo Frankowski). Третя книга серії, починаючи з «Хлопчика та його танка».
- The Guns of Two-Space (2007) (з Bob Hudson). Друга книга серії, що починається з «Війни двох просторів».
- Sheepdogs: Meet Our Nation's Warriors (2013) (ISBN 978-0615795171) (з Joey Karwal та Stephanie Rogish)

### Переклади українською
- Дейв Ґроссман, Лорен Крістенсен. Бій: Психологія і фізіологія воїна в часи війни та миру. Пер. з англ. Андрія Накорчевського. — Львів: Астролябія, 2023. — 720 с. (ISBN 978-617-664-278-7)
- Дейв Ґроссман. Вбивство: Психологічна плата за навчання вбивати на війні і в мирний час. — Львів: Астролябія, 2024. — 560 с. (ISBN 978-617-664-278-7)